# Pferdebahn Fryeburg
Die Pferdebahn Fryeburg war ein Straßenbahnbetrieb in Fryeburg, Oxford County, Maine. Am 3. März 1887 wurde die Fryeburg Horse Railroad Company gegründet. Diese erhielt am 16. März 1887 eine Konzession zum Bau und Betrieb einer Pferdeeisenbahn durch Fryeburg vom Bahnhof zu einem Hotel Martha’s Grove im Norden der Kleinstadt. Die Konzession sah ausdrücklich keine Erlaubnis zum Betrieb der Strecke mit Strom oder Pressluft vor und lief zunächst über 20 Jahre. Die Gesellschaft durfte auch weder Licht, noch Strom oder Heizwärme produzieren.
Die drei Meilen (rund 4,5 Kilometer) lange, normalspurige Bahn wurde zwar am 25. Juli des gleichen Jahres fertiggestellt, der Betrieb wurde jedoch erst am 18. Mai 1888 offiziell eröffnet. Verwendet wurden sehr leichte Schienen von 16 lb/yd (rund 8 kg/m) Gewicht. Die Bahn verkehrte nur vom 1. Juni bis zum 1. Oktober eines jeden Jahres. Die später geplanten Verlängerungen nach Stow und Lovell wurden aus finanziellen Gründen nicht gebaut. Erst 1902 kaufte man für 87,75 Dollar einen Schuppen zum Unterstellen der Fahrzeuge. Vorher standen die Wagen unter freiem Himmel auf einem Abstellgleis.
Im Geschäftsjahr 1910 standen der Bahn drei offene und drei geschlossene Personenwagen zur Verfügung. Obwohl die Genehmigung für die Elektrifizierung bereits 1897 erteilt wurde, stellte die Bahngesellschaft den Betrieb nach der Saison 1913 ein und baute die Anlagen ab.